# Unser Star für Oslo
Die deutsche Vorentscheidung zum Eurovision Song Contest 2010 wurde als Casting in insgesamt acht Fernsehsendungen veranstaltet, die vom 2. Februar bis 12. März 2010 unter dem Titel Unser Star für Oslo (Akronym: USfO) bei ProSieben und Das Erste zu sehen waren.
Nach der internen Auswahl des deutschen Beitrags für den ESC 2009 entschieden anders als in den Vorjahren wieder die Fernsehzuschauer, welcher Künstler mit welchem Lied Deutschland im Finale des Wettbewerbs vertreten sollte.
Siegerin wurde Lena Meyer-Landrut mit dem Song Satellite, mit dem sie am 29. Mai 2010 mit 246 Punkten auch den Eurovision Song Contest in Oslo gewann.
2011 wurde das Format in der Kategorie Beste Unterhaltung für den Grimme-Preis nominiert.

## Vorgeschichte
Nachdem die deutschen Beiträge zum Eurovision Song Contest in den Jahren 2007 bis 2009 jeweils einen der letzten Plätze belegt und damit die Erwartungen nicht erfüllt hatten, suchte der NDR, der innerhalb der ARD für den Eurovision Song Contest zuständig war, nach neuen Konzepten, um erfolgreicher zu werden. Die ARD ging eine Kooperation mit Stefan Raab ein, der zuvor an drei deutschen Grand-Prix-Beiträgen beteiligt war – 1998 als Komponist, Texter und Dirigent für Guildo Horn, 2000 selbst als Künstler, Komponist und Texter und 2004 als Entdecker, Komponist, Texter und Gitarrist von Max Mutzke – und bei allen drei Anlässen unter die ersten zehn kam. Das konnte anschließend kein deutscher Beitrag mehr erreichen. Da Raab vertraglich an den Privatsender ProSieben gebunden ist, kam es zu der neuartigen Kooperation zwischen beiden Sendern.

## Konzept
Das neue Konzept wurde am 10. September 2009 auf einer Pressekonferenz in Köln-Mülheim vorgestellt. Auf dem Podium befanden sich NDR-Intendant Lutz Marmor, ARD-Unterhaltungskoordinator Thomas Schreiber, ProSieben-Geschäftsführer Andreas Bartl, ProSieben-Unterhaltungschefin Christiane Teich, 1Live-Wellenchef Jochen Rausch und Stefan Raab.
Der Teilnehmer für das Finale des Eurovision Song Contest in Oslo wurde in insgesamt acht Fernsehsendungen ermittelt. In einem bundesweiten Casting konnten sich Kandidaten in einer „Castingbox“ bei ProSieben und Veranstaltungen diverser Radiosender bewerben. Insgesamt versuchten es mehr als 4500 Personen. Die Veranstalter wählten schließlich zwanzig Teilnehmer für die Fernsehshows aus. Jeweils zehn dieser Kandidaten traten in den ersten beiden Ausscheidungsshows auf, wobei die besten fünf pro Sendung weiterkamen. In den beiden folgenden Shows schieden pro Runde zwei Teilnehmer aus.
In der fünften Show und im Viertelfinale schied jeweils noch ein Teilnehmer aus. Im Halbfinale wurden aus den vier verbliebenen Kandidaten die beiden Finalisten ermittelt. Im Finale wählten die Zuschauer zuerst den Song, mit dem der Kandidat Deutschland in Norwegen vertreten wird, und danach aus den beiden verbliebenen Kandidaten den Sieger.
Die Entscheidung darüber, welche Kandidaten weiterkommen, trafen ausschließlich die Fernsehzuschauer über Televoting. Die Jury unter dem Vorsitz von Stefan Raab bewertete die Künstler zwar, hatte aber keinen direkten Einfluss auf die Entscheidung. Neben Raab saßen erfolgreiche deutsche Musiker in der Jury. In der ersten Show gehörten Yvonne Catterfeld und Marius Müller-Westernhagen zur Jury, in der zweiten Ausgabe waren Sarah Connor und Peter Maffay dabei, in der dritten Nena und König Boris sowie in der vierten Folge Cassandra Steen und Sasha. In der fünften Show kommentierten Joy Denalane und Rea Garvey die Leistungen, im Viertelfinale waren es Adel Tawil und Anke Engelke. Im Halbfinale saßen Barbara Schöneberger und Jan Delay neben Raab, im Finale Stefanie Kloß und Xavier Naidoo.
Die ersten fünf Shows sowie das Halbfinale waren ab dem 2. Februar 2010 jeweils dienstags um 20:15 Uhr bei ProSieben zu sehen. Die ARD übertrug das Viertelfinale am 5. und das Finale am 12. März. Durch die Sendungen führten die Radiomoderatorin Sabine Heinrich von 1 Live (ARD) und Matthias Opdenhövel von ProSieben. Die Veranstaltungen fanden in den Brainpool-TV-Studios in Köln-Mülheim statt, im gleichen Studio wie Schlag den Raab.

## Teilnehmer und Ergebnisse

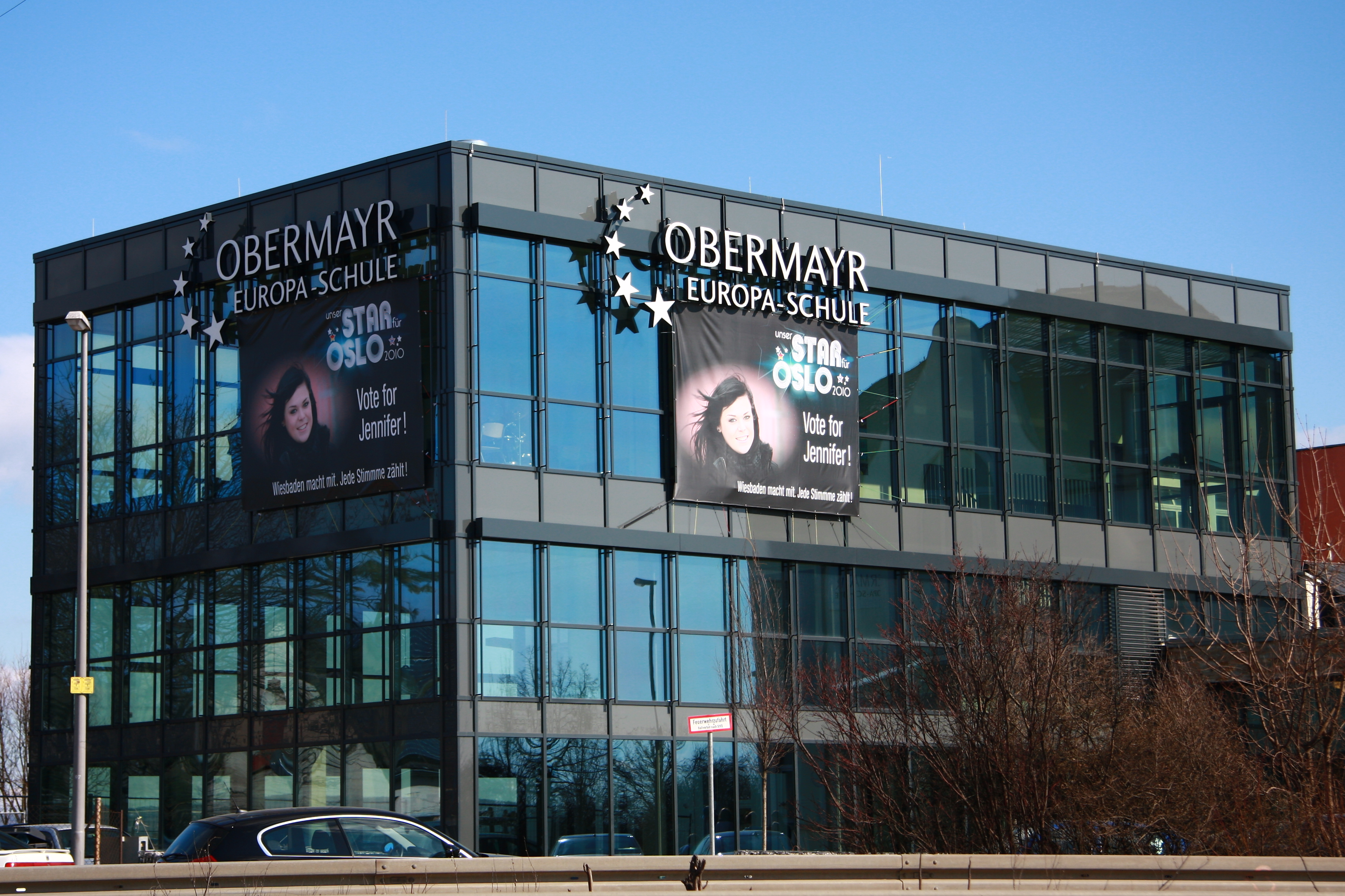
Ein Banner an Jennifer Brauns Schule in Wiesbaden

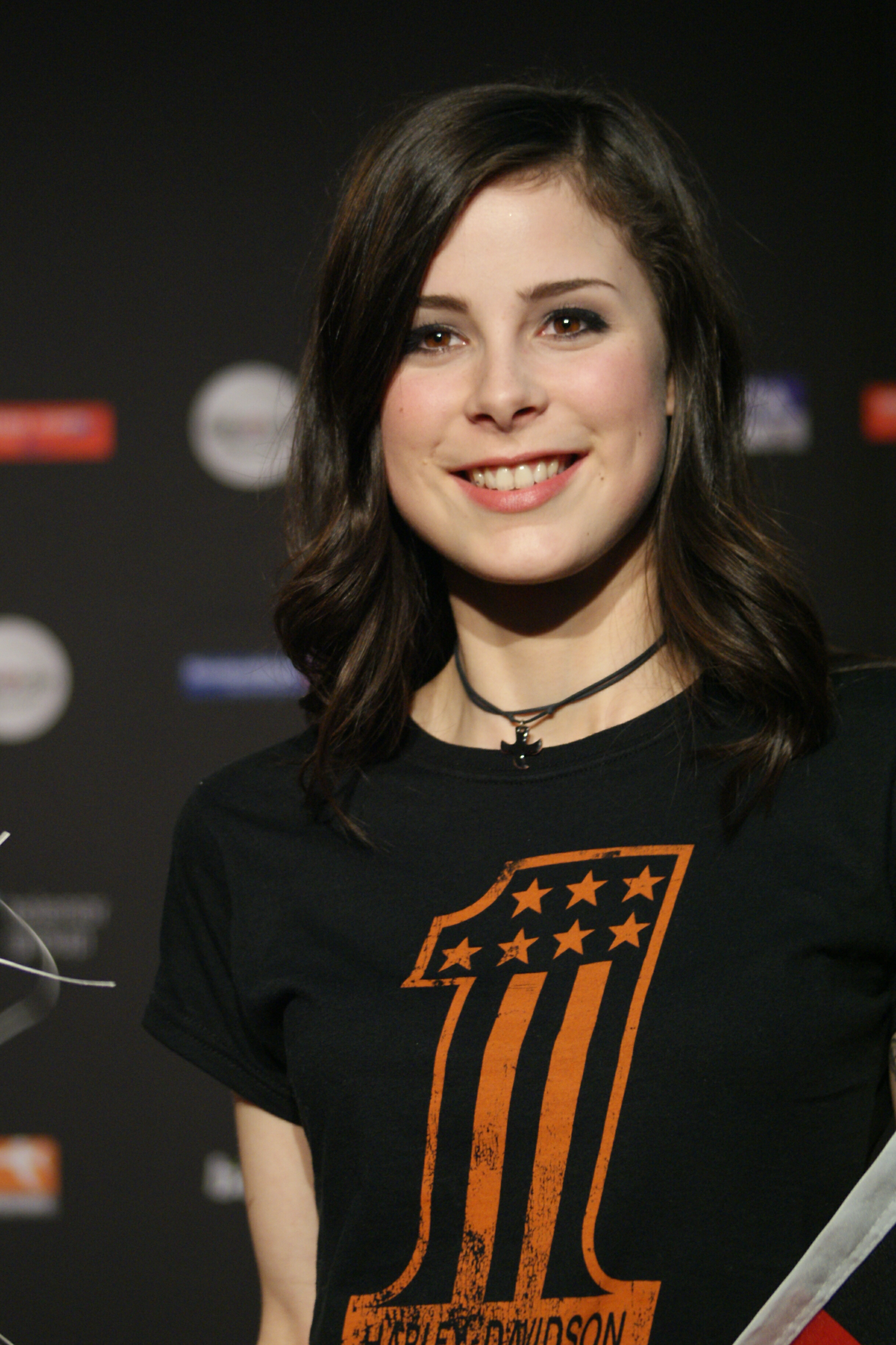
Lena Meyer-Landrut, „Unser Star für Oslo“

Nachfolgend sind die Ergebnisse der einzelnen Shows aufgelistet. Die Kandidaten werden jeweils in der Reihenfolge ihrer Auftritte genannt. Grün markiert sind die Kandidaten bzw. Titel, die die nächste Runde erreicht haben. Die genauen Abstimmungsergebnisse wurden nicht bekannt gegeben. 

### Erste Ausscheidungsshow
| Erste Ausscheidungsshow am 2. Februar 2010 | Erste Ausscheidungsshow am 2. Februar 2010 | Erste Ausscheidungsshow am 2. Februar 2010 |
| Interpret                                  | Lied                                       | Originalinterpret                          |
| ------------------------------------------ | ------------------------------------------ | ------------------------------------------ |
| Benjamin Peters                            | Bodies                                     | Robbie Williams                            |
| Kerstin Freking                            | My Immortal                                | Evanescence                                |
| Johannes Böhm                              | Crazy                                      | Seal                                       |
| Daliah Sharaf                              | At Last                                    | Etta James                                 |
| Cyril Krueger                              | Hotel California                           | Eagles                                     |
| Michael Kraus                              | Loving You                                 | Paolo Nutini                               |
| Meri Voskanian                             | Release Me                                 | Agnes                                      |
| Katrin Walter                              | Nobody Knows                               | Pink                                       |
| Sebastian Schwarzbach                      | Home                                       | Michael Bublé                              |
| Lena Meyer-Landrut                         | My Same                                    | Adele                                      |

### Zweite Ausscheidungsshow
| Zweite Ausscheidungsshow am 9. Februar 2010 | Zweite Ausscheidungsshow am 9. Februar 2010 | Zweite Ausscheidungsshow am 9. Februar 2010 |
| Interpret                                   | Lied                                        | Originalinterpret                           |
| ------------------------------------------- | ------------------------------------------- | ------------------------------------------- |
| Jennifer Braun                              | I’m Outta Love                              | Anastacia                                   |
| Benjamin Hartmann                           | Better Together                             | Jack Johnson                                |
| Maria-Lisa Straßburg                        | Saving My Face                              | KT Tunstall                                 |
| Behnam Seifi                                | Save Room                                   | John Legend                                 |
| Sharyhan Osman                              | I Have Nothing                              | Whitney Houston                             |
| Alex Senzig                                 | Wherever You Will Go                        | The Calling                                 |
| Jana Wall                                   | Who Knew                                    | Pink                                        |
| Franziska Weber                             | Love Foolosophy                             | Jamiroquai                                  |
| Leon Taylor                                 | Der Weg                                     | Herbert Grönemeyer                          |
| Christian Durstewitz                        | Faith                                       | George Michael                              |

### Dritte Ausscheidungsshow
| Dritte Ausscheidungsshow am 16. Februar 2010 | Dritte Ausscheidungsshow am 16. Februar 2010 | Dritte Ausscheidungsshow am 16. Februar 2010 |
| Interpret                                    | Lied                                         | Originalinterpret                            |
| -------------------------------------------- | -------------------------------------------- | -------------------------------------------- |
| Meri Voskanian                               | If I Ain’t Got You                           | Alicia Keys                                  |
| Jennifer Braun                               | Like the Way I Do                            | Melissa Etheridge                            |
| Maria-Lisa Straßburg                         | Helena                                       | My Chemical Romance                          |
| Leon Taylor                                  | Irgendwas bleibt                             | Silbermond                                   |
| Katrin Walter                                | Warwick Avenue                               | Duffy                                        |
| Kerstin Freking                              | Not Ready to Make Nice                       | Dixie Chicks                                 |
| Christian Durstewitz                         | Change                                       | Daniel Merriweather                          |
| Sharyhan Osman                               | Feel the Nile                                | (Eigenkomposition)                           |
| Lena Meyer-Landrut                           | Diamond Dave                                 | The Bird and the Bee                         |
| Cyril Krueger                                | Hot Fudge                                    | Robbie Williams                              |

### Vierte Ausscheidungsshow
| Vierte Ausscheidungsshow am 23. Februar 2010 | Vierte Ausscheidungsshow am 23. Februar 2010 | Vierte Ausscheidungsshow am 23. Februar 2010 | Vierte Ausscheidungsshow am 23. Februar 2010 |
| Interpret                                    | Lied                                         | Originalinterpret                            |                                              |
| -------------------------------------------- | -------------------------------------------- | -------------------------------------------- | -------------------------------------------- |
| Katrin Walter                                | Love Song                                    | Sara Bareilles                               |                                              |
| Sharyhan Osman                               | Is You Is or Is You Ain’t My Baby            | Renee Olstead                                |                                              |
| Cyril Krueger                                | Beautiful Day                                | U2                                           |                                              |
| Jennifer Braun                               | I’m with You                                 | Avril Lavigne                                |                                              |
| Christian Durstewitz                         | Another Night                                | (Eigenkomposition)                           |                                              |
| Lena Meyer-Landrut                           | Foundations                                  | Kate Nash                                    |                                              |
| Kerstin Freking                              | Thank You                                    | Alanis Morissette                            |                                              |
| Leon Taylor                                  | Are You Gonna Go My Way                      | Lenny Kravitz                                |                                              |

### Fünfte Ausscheidungsshow
| Fünfte Ausscheidungsshow am 2. März 2010 | Fünfte Ausscheidungsshow am 2. März 2010 | Fünfte Ausscheidungsshow am 2. März 2010 | Fünfte Ausscheidungsshow am 2. März 2010 |
| Interpret                                | Lied                                     | Originalinterpret                        |                                          |
| ---------------------------------------- | ---------------------------------------- | ---------------------------------------- | ---------------------------------------- |
| Kerstin Freking                          | Better                                   | Regina Spektor                           |                                          |
| Lena Meyer-Landrut                       | New Shoes                                | Paolo Nutini                             |                                          |
| Jennifer Braun                           | Ain’t Nobody                             | Rufus & Chaka Khan                       |                                          |
| Leon Taylor                              | Tears in Heaven                          | Eric Clapton                             |                                          |
| Sharyhan Osman                           | In the City                              | (Eigenkomposition)                       |                                          |
| Christian Durstewitz                     | Dance with Somebody                      | Mando Diao                               |                                          |

### Sechste Ausscheidungsshow (Viertelfinale)
In der Abstimmungspause gab es einen Auftritt von Adel Tawil, der gemeinsam mit den Heavytones den Ich + Ich-Titel Einer von zweien vortrug.
| Sechste Ausscheidungsshow (Viertelfinale) am 5. März 2010 | Sechste Ausscheidungsshow (Viertelfinale) am 5. März 2010 | Sechste Ausscheidungsshow (Viertelfinale) am 5. März 2010 | Sechste Ausscheidungsshow (Viertelfinale) am 5. März 2010 | Sechste Ausscheidungsshow (Viertelfinale) am 5. März 2010 |
| Interpret                                                 | 1. Lied                                                   | Originalinterpret                                         | 2. Lied                                                   | Originalinterpret                                         |
| --------------------------------------------------------- | --------------------------------------------------------- | --------------------------------------------------------- | --------------------------------------------------------- | --------------------------------------------------------- |
| Sharyhan Osman                                            | You’ve Got the Love                                       | Florence and the Machine                                  | Never Felt the Way That I Feel Today                      | (Eigenkomposition)                                        |
| Jennifer Braun                                            | Soulmate                                                  | Natasha Bedingfield                                       | Nobody’s Wife                                             | Anouk                                                     |
| Kerstin Freking                                           | If a Song Could Get Me You                                | Marit Larsen                                              | Somedays                                                  | Regina Spektor                                            |
| Christian Durstewitz                                      | Ochrasy                                                   | Mando Diao                                                | Stalker                                                   | (Eigenkomposition)                                        |
| Lena Meyer-Landrut                                        | Mouthwash                                                 | Kate Nash                                                 | Neopolitan Dreams                                         | Lisa Mitchell                                             |

### Siebte Ausscheidungsshow (Halbfinale)
Im ersten von zwei Durchgängen trug jeder Kandidat einen Song vor. Die drei Kandidaten, die in der folgenden Abstimmung die meisten Anrufe erhielten, durften einen zweiten Titel vortragen. In der Endabstimmung (die bei der ersten Abstimmung gesammelten Stimmen wurden hierbei nicht gewertet) wurden die beiden Kandidaten für das Finale ermittelt. In der Abstimmpause der Endabstimmung stellte Jan Delay seinen Song Large vor.
| Siebte Ausscheidungsshow (Halbfinale) am 9. März 2010 | Siebte Ausscheidungsshow (Halbfinale) am 9. März 2010 | Siebte Ausscheidungsshow (Halbfinale) am 9. März 2010 | Siebte Ausscheidungsshow (Halbfinale) am 9. März 2010 | Siebte Ausscheidungsshow (Halbfinale) am 9. März 2010 |
| Interpret                                             | 1. Lied                                               | Originalinterpret                                     | 2. Lied                                               | Originalinterpret                                     |
| ----------------------------------------------------- | ----------------------------------------------------- | ----------------------------------------------------- | ----------------------------------------------------- | ----------------------------------------------------- |
| Christian Durstewitz                                  | I’m Yours                                             | Jason Mraz                                            | In Your Hands                                         | Charlie Winston                                       |
| Kerstin Freking                                       | Hands Clean                                           | Alanis Morissette                                     | −                                                     | −                                                     |
| Lena Meyer-Landrut                                    | Mr. Curiosity                                         | Jason Mraz                                            | The Lovecats                                          | The Cure                                              |
| Jennifer Braun                                        | Heavy Cross                                           | Gossip                                                | Hurt                                                  | Christina Aguilera                                    |

### Achte Ausscheidungsshow (Finale)
Im Finale trugen die Teilnehmerinnen neu komponierte Lieder vor. Die ersten beiden Songs sang jede Kandidatin, allerdings mit unterschiedlichem, dem individuellen Stil angepasstem Arrangement. Danach trug jede Kandidatin ein speziell für sie ausgewähltes, weiteres Lied vor. Die Zuschauer stimmten zunächst über die Songs ab, mit denen die beiden Finalistinnen gegeneinander antreten sollten. In der zweiten Abstimmung nach deren Präsentation wählten die Zuschauer Lena Meyer-Landrut zur Siegerin des Castings. Während dieser Abstimmungsphase sang Xavier Naidoo den Song Ich brauche dich.
| Achte Ausscheidungsshow (Finale) am 12. März 2010 | Achte Ausscheidungsshow (Finale) am 12. März 2010           | Achte Ausscheidungsshow (Finale) am 12. März 2010     | Achte Ausscheidungsshow (Finale) am 12. März 2010                      |
| Interpret                                         | 1. Lied Musik (M) und Text (T)                              | 2. Lied Musik (M) und Text (T)                        | 3. Lied Musik (M) und Text (T)                                         |
| ------------------------------------------------- | ----------------------------------------------------------- | ----------------------------------------------------- | ---------------------------------------------------------------------- |
| Jennifer Braun                                    | Bee M/T: Rosi Golan, Per Kristian Ottestad, Mayaeni Strauss | Satellite M: Julie Frost, John Gordon; T: Julie Frost | I Care for You M/T: Martin Fliegenschmidt, Claudio Pagonis, Max Mutzke |
| Lena Meyer-Landrut                                | Bee M/T: Rosi Golan, Per Kristian Ottestad, Mayaeni Strauss | Satellite M: Julie Frost, John Gordon; T: Julie Frost | Love Me M/T: Stefan Raab, Lena Meyer-Landrut                           |

## Quoten
| Sendung                  | Sender    | Datum                | Zuschauer | Zuschauer       | Marktanteil | Marktanteil     |
| Sendung                  | Sender    | Datum                | Gesamt    | 14 bis 49 Jahre | Gesamt      | 14 bis 49 Jahre |
| ------------------------ | --------- | -------------------- | --------- | --------------- | ----------- | --------------- |
| Erste Ausscheidungsshow  | ProSieben | Di, 2. Februar 2010  | 2,62 Mio. | 2,04 Mio.       | 8,5 %       | 16,5 %          |
| Zweite Ausscheidungsshow | ProSieben | Di, 9. Februar 2010  | 2,20 Mio. | 1,63 Mio.       | 7,0 %       | 12,7 %          |
| Dritte Ausscheidungsshow | ProSieben | Di, 16. Februar 2010 | 2,16 Mio. | 1,68 Mio.       | 6,8 %       | 13,1 %          |
| Vierte Ausscheidungsshow | ProSieben | Di, 23. Februar 2010 | 1,87 Mio. | 1,38 Mio.       | 6,0 %       | 10,7 %          |
| Fünfte Ausscheidungsshow | ProSieben | Di, 2. März 2010     | 2,15 Mio. | 1,63 Mio.       | 7,2 %       | 13,2 %          |
| Viertelfinale            | Das Erste | Fr, 5. März 2010     | 3,02 Mio. | 1,55 Mio.       | 9,8 %       | 15,1 %          |
| Halbfinale               | ProSieben | Di, 9. März 2010     | 2,30 Mio. | 1,76 Mio.       | –           | 14,4 %          |
| Finale                   | Das Erste | Fr, 12. März 2010    | 4,50 Mio. | 2,50 Mio.       | 14,6 %      | 20,3 %          |

## Auszeichnungen
- Am 21. Mai 2010 wurde die Sendung mit dem Bayerischen Fernsehpreis ausgezeichnet.[13]
- Am 9. Oktober 2010 gewann die Sendung den Deutschen Fernsehpreis in der Kategorie Beste Unterhaltung.
- Am 23. März 2011 wurde die Sendung in der Kategorie „Medienpartner des Jahres“ mit dem ECHO ausgezeichnet.